# Sexykiller
Sexykiller és una pel·lícula espanyola dirigida per Miguel Martí l'any 2008. Ha estat doblada al català.

## Argument
Comença el curs en una de les universitats de medicina més prestigioses del país i el fa amb un psicòpata sembrant de cadàvers el campus. La policia no sembla tenir pistes ni, per descomptat, sospiten de Bàrbara (Macarena Gómez), una autèntica fashion victim l'única preocupació de la qual semblen ser les revistes de moda. El que pocs saben és que Bàrbara descàrrega les seves frustracions assassinant els seus companys de moltes i macabres maneres. Què passarà quan l'amor es creui en el camí d'aquesta «sexykiller»?

## Repartiment
- Macarena Gómez - Bárbara / Sexykiller
- César Camino - Tomás
- Alejo Sauras - Alex
- Angel De Andrés - Inspector
- Nadia Casado' - Clara
- Carolina Bona - María
- Andreu Castro - Edu
- Juan Díaz - Jesus
- Juan Carlos Vellido - Professor d'anatomia
- Ramón Langa - Decan
- Fernando Ramallo - Angel

## Crítiques
Sexykiller no ha rebut crítiques favorables:
«Gore salchichero. (…) passada de la ratlla i amb un to rosa ataronjat que dona més feredat que una altra cosa. (…) aire de pastitx barat, d'història una miqueta improvisada (…) Puntuació: * (sobre 5).» (José Manuel Cuéllar: Diari ABC)
«Mai acaba de constituir-se en el que es pretén: un totum revolutum on igual cap l'univers del primer Sam Raimi que el del cinema juvenil hollywoodenca. (...) el guió sempre sembla per sobre de la més aviat tosca posada en escena.» (Javier Ocaña: diari El País)
«Parodiant la paròdia. (…) Pel·lícula de llestos autoconvençuts del seu enginy i el seu bon humor, (…) resultona Macarena Gómez, paradoxalment convincent.» (Alberto Bermejo: diari El Mundo)

## Taquilla
Igual que Santos, Sexykiller va ser un fiasco, es va estrenar en bastants sales i en la seva primera setmana es va situar en el desè lloc. No obstant això, fou exhibida als festivals de Sitges, Toronto i al Fantasporto. I fins i tot va guanyar el Premi Pegasus al Festival Internacional de Cinema Fantàstic de Brussel·les.